# Dschazirat Dschabal at-Tair
Dschazirat Dschabal at-Tair (arabisch جزيرة جبل الطير Dschazīrat Dschabal at-Tair, DMG Ǧazīrat Ǧabal aṭ-Ṭayr ‚Vogelberginsel‘) ist eine gut elf Quadratkilometer große Insel im Roten Meer nahe dem Indischen Ozean. Sie stellt die westlichste Landmasse des Jemen dar. Auf der Insel befindet sich ein aktiver Vulkan, der Dschabal at-Tair / جبل الطير / Ǧabal aṭ-Ṭayr (alternative Schreibweisen: Jabal-al-Tair, Jebel at Tair).
Die Insel ist gut vier Kilometer lang, über drei Kilometer breit, besitzt eine maximale Höhe von 244 m über dem Meeresspiegel und befindet sich bei den Koordinaten 15°33′ Nord und 41°50′ Ost. Sie liegt rund 90 Kilometer westlich der Festlandsküste des Jemen, etwa 150 Kilometer von dessen Hafenstadt al-Hudaida entfernt. Es handelt sich hierbei um einen Stratovulkan, der aus Basalten besteht und aus einer Tiefe von 1200 Metern emporsteigt. Die Insel ist hauptsächlich von erstarrten Lavaströmen jüngeren Datums bedeckt.
Am 30. September 2007, 16:00 Uhr GMT, fand auf der Insel ein Vulkanausbruch statt, der von den Schiffen einer nahe liegenden Flotte der Standing NATO Maritime Group 1 beobachtet wurde. Augenzeugen berichteten, dass die ganze Insel glühe. Die Insel war zu diesem Zeitpunkt von einer Militärgarnison der jemenitischen Armee besetzt, ansonsten unbewohnt. Die Regierung des Jemens bat die NATO um Unterstützung bei der Suche nach Überlebenden. Es starben mindestens vier jemenitische Soldaten, 49 Personen konnten gerettet werden. Bereits den ganzen Monat über hatte es Erdbeben auf der Insel gegeben, die zwei Tage vor dem Ausbruch den Höhepunkt mit einem Beben der Stärke 7,3 auf der Richterskala erreicht hatten. Die Insel ist seit dem Ausbruch völlig von Lava, Asche und Geröll bedeckt, der Westteil der Insel ist ins Meer abgesackt.
Der letzte bekannte Ausbruch des Vulkans zuvor hatte im Jahre 1883 stattgefunden.